# 1793 у Миколаєві
| Роки в Миколаєві 1789 • 1790 • 1791 • 1792 • 1793 • 1794 • 1795 • 1796 • 1797 • 1798 • 1799 • → Див. також: XIX століття |

1793 у Миколаєві — список важливих подій, що відбулись у 1793 році в Миколаєві. Також подано перелік відомих осіб, пов'язаних з містом, що народились або померли цього року.

## Події
- Османські колоністи з числа військовополонених під час російсько-турецької війни (1787—1793), які забажали залишитися в Російській імперії та оселилися в Тернівці за рік до цього, написали листа Новоросійському генерал-губернатору Платону Зубову, в якому скаржились на відсутність коштів, які їм були обіцяні Катериною II, не тільки для організації торгівлі та оплати оренди житла, але й на придбання продуктів харчування. Не дочекавшись реакціяї генерал-губернатора, схожу за змістом скаргу вони направили генерал-прокурору сената Олександру Самойлову, але в якому вже попросили дозволити їм повернутися на батьківщину. Врешті, 1802 року Павло I дозволив їм переселилися ближче до одновірців в місто Карасу-Базар (нині місто Білогірськ в Криму), а на їх місце в Тернівку того ж року прибули болгарські переселенці[1].
- Було спущено на воду та 26-гарматний фрегат «Легкий»[2].

## З'явилися
- Відповідно до іменного імператорського указу від 27 листопада (3 грудня) 1793 року була створена Миколаївська митна застава[3].
- За наказом адмірала М. С. Мордвинова побудували кам'яну Свято-Миколаївську церкву в новозаснованому селищі Велика Корениха (нині входить до складу Заводського району Миколаєва).

## Особи

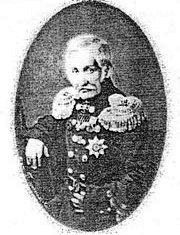
Захарій Аркас

### Народилися
- У Літохоро, Фессалія, Греція народився Захарій Аркас (пом. 1866 у Миколаєві) — російський військовий моряк, генерал-лейтенант, археолог, історик, грек за національністю. Син Андреаса Аркаса, старший брат М. А. Аркаса, дядько М. М. Аркаса (старшого).
- У Санкт-Петербурзі народився Григорій Григорович Автомонов (пом. 4 (16) грудня 1850 у Миколаєві) — військовий і державний діяч Російської імперії, полковник, з 1830 і до смерті миколаївський поліцмейстер, який у 1835 на основі першого плану попереднього поліцмейстера Павла Івановича Федорова розробив проєкт найменуваннь вулиць Миколаєва (затвердженого Михайлом Петровичем Лазарєвим), розширивши його і доповнивши[4].